# Sh2-259
Sh2-259 est une nébuleuse en émission visible dans la constellation d'Orion.
Elle est située dans la partie nord-est de la constellation, à la frontière avec le Taureau et les Gémeaux. Elle peut être identifiée à environ 6 ° à l'ouest de l'étoile brillante Alhena (γ Geminorum). Sa déclinaison n'est pas particulièrement septentrionale, ce qui signifie qu'elle peut être facilement observée depuis les deux hémisphères célestes, bien que les observateurs de l'hémisphère nord soient légèrement plus avantagés. La période pendant laquelle elle atteint la plus haute altitude à l'horizon se situe entre les mois de novembre et mars.
Bien qu'elle apparaisse apparemment à une courte distance de la région Sh2-254 et de la partie sud de l'association Gemini OB1, il s'agit d'une région H II située à l'extrême périphérie de la Voie lactée. Selon certaines estimations, sa distance est égale à environ 8 300 pc (∼27 100 al),, c'est-à-dire jusqu'à la partie la plus externe du Bras du Cygne, le bras spiral le plus externe en direction de l'anticentre galactique. Le responsable de l'ionisation du gaz est une étoile bleue de la séquence principale de classe spectrale B1V, de quinzième magnitude, située au centre du nuage.